# Ferdinandea luteola
Ferdinandea luteola är en tvåvingeart som beskrevs av Mutin 1999. Ferdinandea luteola ingår i släktet guldblomflugor, och familjen blomflugor. Inga underarter finns listade i Catalogue of Life.